# Thomas Pridgen
Thomas Armon Pridgen (ur. 23 listopada 1983 w Alameda County w Kalifornii) – amerykański perkusista. Były członek zespołu The Mars Volta.
W wieku 9 lat wygrał prestiżową nagrodę Drum Off na konkursie organizowanym przez największą amerykańską sieć sklepów muzycznych Guitar Center, a wieku lat 10 uzyskał oficjalną aprobatę od firmy Zildjian jako najmłodszy perkusista w jej prawie 400-letniej historii. W 1999, w wieku lat 15 uzyskał czteroletnie stypendium w Berklee College of Music; był najmłodszym muzykiem w historii uczelni, który kiedykolwiek otrzymał to stypendium. Oprócz gry w The Mars Volta współpracował również z muzykiem jazzowym Christianem Scottem i z metalowym zespołem Wicked Wisdom.
W 2009 roku w plebiscycie magazynu branżowego DRUM! został wyróżniony tytułem "wschodzącej gwiazdy".

## Dyskografia
- Erik Gales - Crystal Vision (2006)
- Christian Scott - Rewind That (2006)
- Erik Gales - Psychedelic Underground (2007)
- Omar Rodríguez-López Group - Calibration (Is Pushing Luck and Key Too Far) (2007)
- The Mars Volta - The Bedlam in Goliath (2008)

## Instrumentarium
| Bębny DW Collector's Series Clear Acrylic - 12x8" Tom - 13x9" Tom - 15x13" Floor Tom - 16x14" Floor Tom - 24x20" Bass Drum - 14x6.5" DW Stainless steel snare Talerze Zildjian - 15" A Custom Mastersound Hi-hats - 20" A Armand Ride - 24" A Medium Ride - 16" Oriental China Trash - 19" K Custom Hybrid China - 20" A Custom Crash - 20" Oriental Crash of Doom |  | Naciągi i akcesoria Evans - Blasters Series - Magnetic Head Key - AF Patch - Kevlar Single Pedal - EQ3 Resonant Black Drumhead - EQ3 Batter Clear Drumhead - G2 Clear Drumhead - G1 Clear Drumhead - Hazy 300 Drumhead Pałki perkusyjne - Pro-mark TX510W Hickory 510 Thomas Pridgen wood tip |